# Edward M. McLin
Edward M. McLin (Chicago, 1928) is een Afro-Amerikaans componist en arrangeur.

## Levensloop
McLin leerde al in jonge jaren de trompet en het hoorn te bespelen en was lid in het harmonieorkest van de High School. Hij studeerde aan de Staatsuniversiteit van Kentucky in Frankfort en behaalde aldaar in 1950 zijn Bachelor of Music. Vervolgens studeerde hij aan het Chicago Musical College en behaalde in 1951 zijn Master of Music. Hij werkte als freelance componist en in de periode van 1966 tot 1968 in de muziekuitgeverij "Hansen Publications" als componist en arrangeur. Hij publiceerde meer dan 100 werken voor harmonieorkest, jazzensemble en kamermuziek.

## Composities

### Werken voor harmonieorkest
- 1957 Calypso Carnival
- 1961 Black is the Color
- 1961 Folk Tune Portrait
- 1962 Christmas Carol Suite
- 1963 Ballad in Folk Style
- 1964 Three 17th Century Chorales
- 1966 John Henry Suite
- 1968 Renaissance Suite
- Alouette
- An Antique Style
- Go Down Moses
- Haitian Holiday
- Matinee and March
- Men of Harlech
- Tom Dooley goes Latin

### Werken voor jazzensemble
- Beatnik Bounce
- Bongos, Brasses, and Reeds
- Theme for a Rock and Roller

### Kamermuziek
- For Four B-flat Trumpets
- Trombone Ensemble Folio